# Bernera Barracks

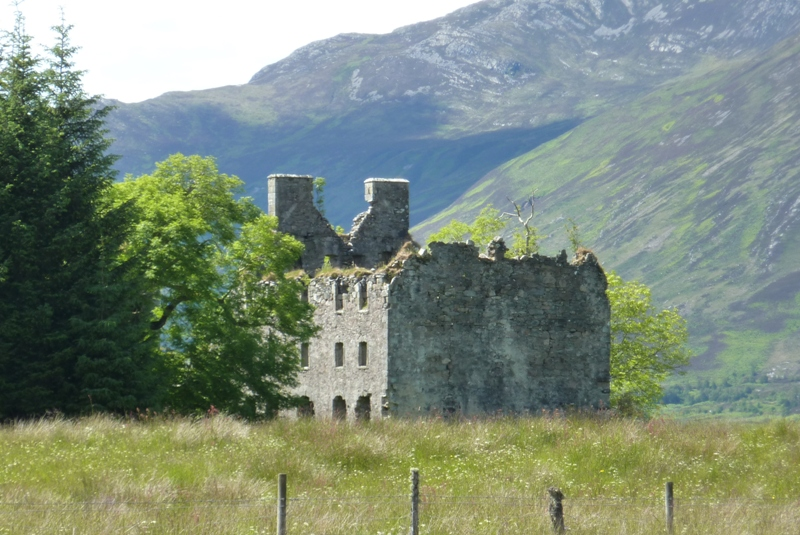
De Bernera Barracks werden gebouwd om hernieuwde opstanden van de jacobieten te voorkomen.

De Bernera Barracks is een vroeg achttiende-eeuwse kazerne voor infanterie, gebouwd na de opstand van de jacobieten in 1715, om de Highlands onder controle van de regering te houden. Het kazernecomplex ligt in Bernera, 2,8 kilometer ten noorden van Glenelg, in de Schotse regio Highland. De infanterie die hier was gelegerd moest de oversteek van en naar Skye controleren.

## Geschiedenis
In de vroege achttiende eeuw werden in de Highlands vier kazernecomplexen gepland door de regering. Deze hadden tot doel om hernieuwde opstanden te voorkomen van de jacobieten. Dezen wilden de katholieke troonpretendent van het Huis Stuart op de troon hebben in plaats van de regerende lijn van koningen van het huis Hannover. De kazernes waren gepland in Glenelg, Kiliwhimen (Fort Augustus), Ruthven (Ruthven Barracks) en Inversnaid nabij Ben Lomond.
In 1719 kreeg Sir Patrick Strachan van Glenkindie de opdracht om voor 2.444 pond en 4 shilling Bernera Barracks te bouwen. De bouw begon in 1720, een jaar na de Slag van Gen Shiel, en werd in 1725 afgerond. Een deel van het bouwmateriaal werd genomen van de nabijgelegen broch Dun Troddan.
In 1746 werd de kazerne deels verwoest door de troepen van Bonnie Prince Charlie, die zich terugtrokken in Schotland. Deze troepen werden uiteindelijk verslagen op 16 april 1746 in de Slag bij Culloden. Tot circa 1790 was de kazerne in gebruik bij het leger.
In 1800 werden de kamers in de kazerne verhuurd voor een pond per jaar. In 1830 waren ze in gebruik als armenhuis. Daarna raakten ze in onbruik en vervielen door verwaarlozing. De kazerne werd als steengroeve gebruikt voor de bouw van de Free Kirk in Glenelg. Aan het eind van de 20e eeuw werd de kazerne vanwege instortingsgevaar afgeschermd met een hekwerk.

## Bouw
Bernera Barracks voorzag in de huisvesting van 200 soldaten. De officieren waren niet in de kazerne gehuisvest maar in een rij huizen, die in de 21e eeuw nog in gebruik zijn als privéwoningen, en die bekend zijn onder de naam Officers Quarters.
De kazerne bestaat uit twee blokken van elk vier verdiepingen. Het geheel wordt omringd door een muur met op de noordwestelijke en zuidoostelijke hoek, een kleine toren. De zuidoostelijke toren was ingericht als brouwerij en bakkerij, de noordwestelijke als wachthuis. Het omsloten gebied beslaat 29,8 bij 37,2 meter.

## Beheer
De Bernera Barracks worden beheerd door de Highland Council. Anno 2009 is enkel de buitenzijde van het complex te bezichtigen.